# Robawy
Robawy (niem. Robaben, Robawen) – wieś w Polsce położona w województwie warmińsko-mazurskim, w powiecie kętrzyńskim, w gminie Reszel przy skrzyżowaniu dróg wojewódzkich nr 590 i 594.
W latach 1975–1998 miejscowość administracyjnie należała do województwa olsztyńskiego. Wieś znajduje się w historycznym regionie Warmia.
W przeszłości Robawy znajdowały się na terenie powiatu reszelskiego, a później powiatu biskupieckiego.
Nazwy wsi używane przed 1945 w literaturze polskiej: Robawy, Robowy i Robowo. Jedna z wcześniejszych nazw miejscowości to Borgholez.

## Historia wsi
Zasadźcą wsi był Ditlen Robabe.
Wieś lokowana była na prawie chełmińskim 6 sierpnia 1363 na mocy przywileju biskupa warmińskiego Jana. W 1722 wieś była w posiadaniu Sebastiana Młodzianowskiego, dworzanina biskupa Teodora Potockiego. Biskup Ignacy Krasicki w Robawach nadał karczmę Piotrowi Makomaskiemu oraz 8 włók Annie Lożance. Sołtysem wsi był Markuszewski.
25 lutego 1783 urodził się tu biskup pomocniczy warmiński Franciszek Grossman.
W maju 2007 kętrzyńscy archeolodzy odkryli w Robawach cmentarzysko, w którym znajdowały się przedmioty z okresu końca wpływów rzymskich i początków wędrówki ludów, czyli od III do IV w. n.e. Archeolodzy odkryli 11 grobów ciałopalnych przy czym każdy z nich posiadał inne wyposażenie – męskie zawierały obcięte łby końskie z wędzidłami lub poćwiartowane konie, kobiece natomiast przęśniki, paciorki szklane i zapinki kuszowate z brązu.

## Zabytki
- Kaplica. W 1733 Markuszewscy ufundowali w Robawach kaplicę konsekrowaną pw. św. Anny. Kaplica została rozbudowana w 1929 w ten sposób, że pierwotna kaplica stanowi prezbiterium całej budowli. Kaplica jest orientowana i jej architektura prezentuje styl barokowy. Wewnątrz kaplica przykryta jest sklepieniem krzyżowym i posiada dach siodłowy. W kaplicy znajduje się rokokowy ołtarzyk – dzieło Chrystiana Bernarda Schmidta. W ołtarzu Pietà z 1671 – jest to kopia starszej rzeźby. Ozdobą kaplicy są też cztery cynowe świeczniki (XVIII wiek) wykonane w Królewcu. Kaplica należy do parafii w Reszlu.

- Barokowe kaplice stacji różańcowych – po obu stronach drogi, na odcinku Reszel-Święta Lipka jest ich 15.

## Demografia i inne
W XIX wieku wieś miała obszar 1096 ha.
Poniżej informacje o liczbie mieszkańców:
- 1783 we wsi było 36 domów.
- 1820 we wsi było 28 domów, w których mieszkało 248 osób.
- W drugiej połowie XIX wieku były tam 52 domy, 546 mieszkańców, w tym 450 katolików.
- 1910 we wsi było 518 mieszkańców.